# 汉堡市徽
汉堡市（州）徽或称汉堡纹章（德語：Landeswappen Hamburgs）是汉堡作为联邦州及汉萨自由市通用的徽记。汉堡纹章连同旗帜以及红白色的联邦代表色均受到汉堡宪法（第五条）的规管，其中仅州旗及民用纹章可供任何公民自由使用。而最古老的一个城堡版本可追溯至1245年的印章。
用作城市印章的小纹章最早可追溯至12至13世纪，它展示的是在红色盾牌内的一个白色城堡。带有十字架的中央塔楼被解读为中世纪的主教座堂，这是奉献给城市守护神的玛丽教堂。作为“玛丽之星”，其两旁的侧塔也有两颗六角星。城堡最初为红色而基部为白色。如今的配色方案最早是在1751年的参议院决议中确定。此外，中间的塔楼和城门随着时间的推移有过显著的变化。它有时呈关闭状、有时呈开放状，有时则移除了吊闸。在1834年/1835年间，参议院根据中世纪的印章为蓝本统一了城市印章及纹章的样式，并且除了细微的变化外一直保持至今。与此同时，当前纹章及旗帜的配色方案也得到最终确定。

## 小纹章

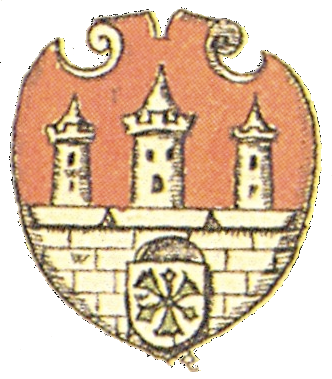
带有荨麻叶的汉堡纹章（1605年）

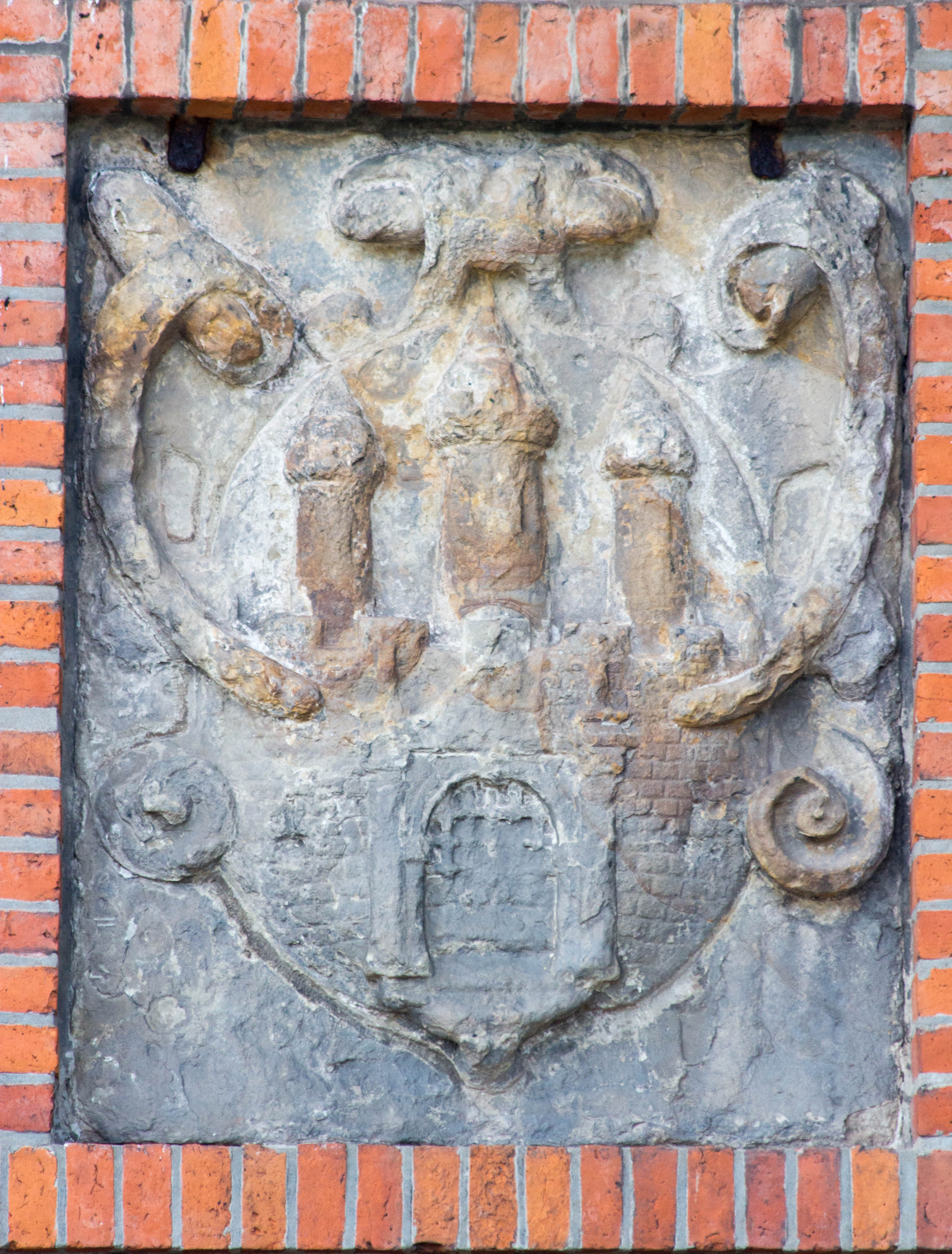
诺伊维克灯塔上的纹章（1310年）

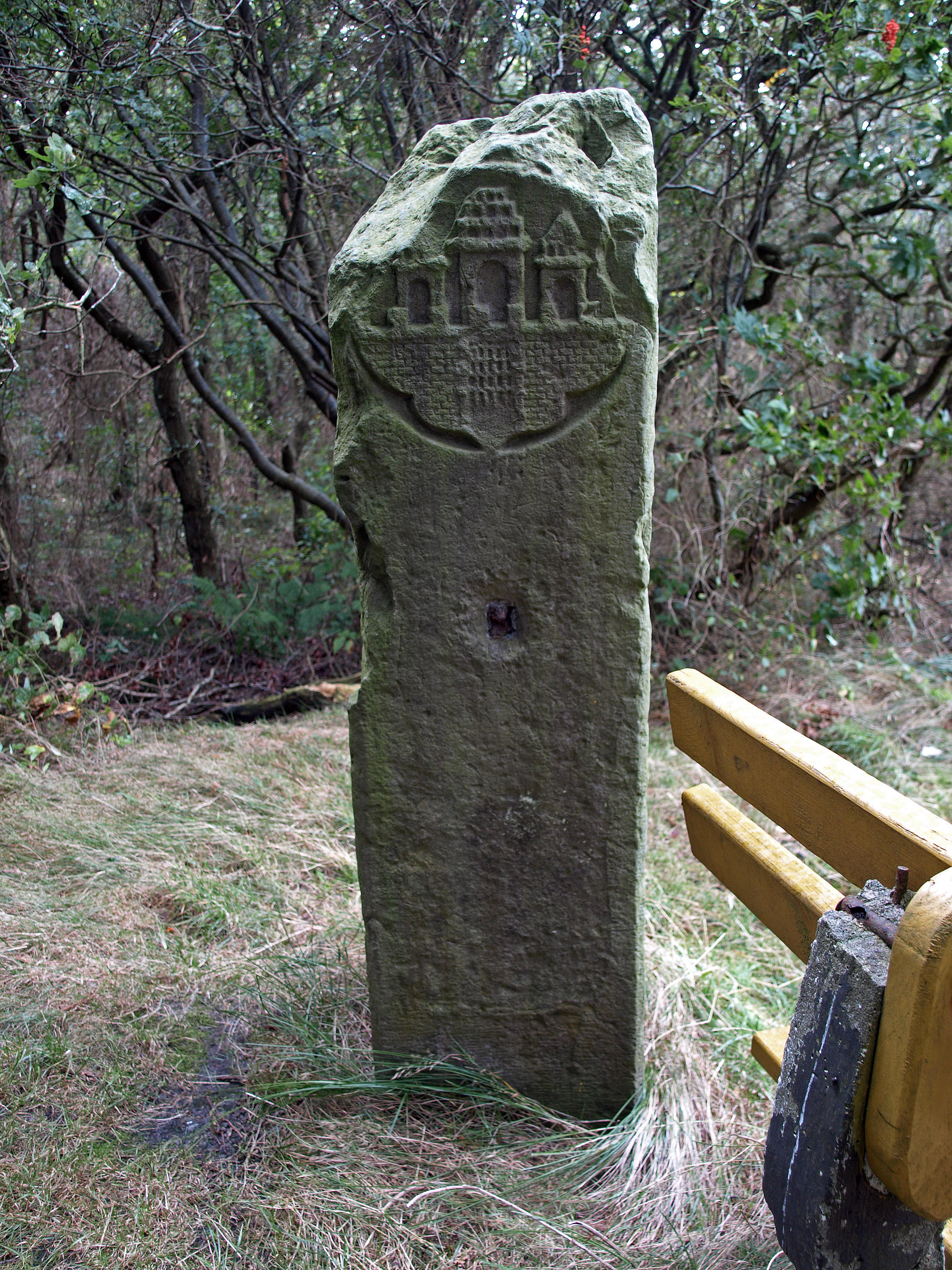
武斯滕地区和里策比特尔地区之间的界碑（1589年）

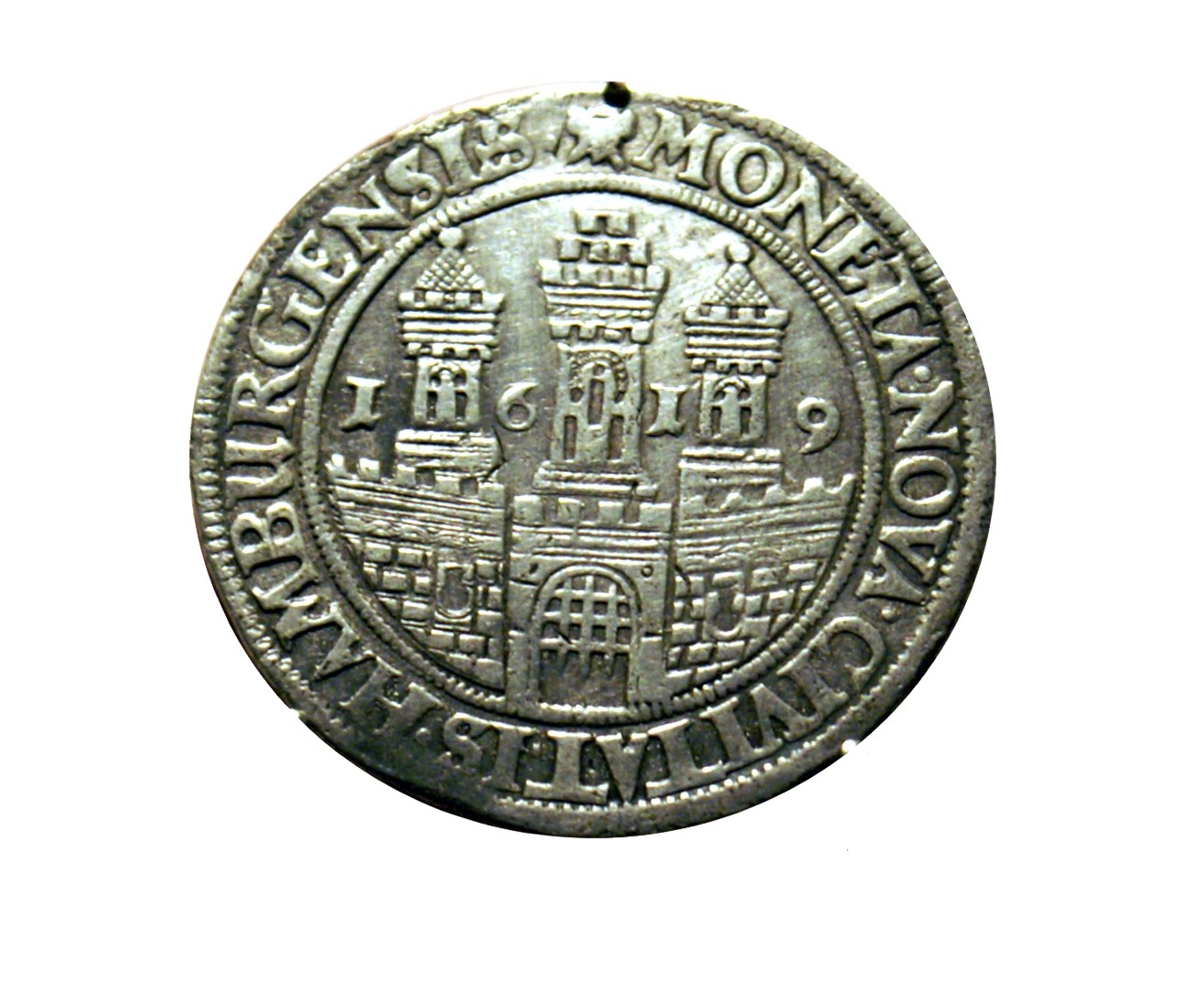
1619年汉堡硬币上的纹章

小纹章的徽记图案如今作为汉堡当局的联邦州徽和政府标志可供公法机关使用，其基本特征从一开始便维持不变。

### 起源及城市印章
早在12世纪，流通于德国北部的许多布莱克梯特硬币便已印有三塔建筑的图案，这很有可能是受到了当时的乡绅、不来梅大主教和荷尔施泰因伯爵的影响。因此人们相信，这些硬币中带有皇冠的中央塔楼呈现的是主教的印记，而塔楼上方的皇冠着象征着其对汉堡旧城的统治地位。
在正式应用纹章之前，但在公民不断参与城市自治后，汉堡现存最古老的城市印章（1241年）已经呈现了著名的城堡图案，连同一个中央塔楼、一个十字架和两颗星。与其它城市印章需要展开猜想相比，汉堡印章中心的城堡呈现的是实际存在的教堂，于是城市印章也从旧城主教区转移至统一的整个城市。至于此时所展示的城堡或城墙是特指哈马堡、建于10世纪的市内城堡（例如主教塔）、亦或是1240年翻新和扩建的城市防御设施，已不可考。带有闭合城门的城堡和城墙通常被解读为在荷尔施泰因伯爵丧失军事主权后，市民们保卫自己的决心。玛丽星最初也可能只是一个占位符，直至城市守护神和主教座堂的说法出现。
所谓的第四款城市印章特征与最古老的印章基本保持一致。其印框为圆形，直径8.9厘米，并由一个字圈所环绕。铸文上书为。印章图案展现的是一个大门闭锁的城堡和三个塔楼。其中右塔有4个、左塔有5个城齿，狭窄的塔楼连同伸长的穹顶占据主导地位，其上方还矗立有一个十字架。两侧塔楼则悬挂有2颗六角星。该印章是逾五百年来，汉堡作为自由市和汉萨城市的自决独立性的最显著象征。现存印有这一标记的最古老文献是来自于1304年圣诞节时，规管汉堡至吕贝克间国道安全性的一份文件。直至1811年，该印章仍然是财政和外交政策中使用的所有契约的认证。然而，这枚由青铜铸造、正面镀金的第四款汉堡城市印章如今已不再由城市所拥有。它在第二次世界大战期间于一座盐矿与其它贵重物品被交换消失，并在1980年代重现于艺术品市场。市政府曾要求购买者退还，但在多道诉讼程序中败诉。2012年，印章在科隆的兰佩茨拍卖行被重新提请拍卖。汉堡商会随即连同汉堡经济史基金会发动召回行动：胡贝图斯·瓦尔德基金会（Hubertus Wald Stiftung）和由汉堡商人组成的财团平分费用购回印章。自2013年4月29日起，这枚城市印章可以在汉堡商会的展厅对公众开放参观。
在过去的几个世纪里，城市纹章出现过多个版本。其中城门有时会呈开放状或有一个向上延伸的楼梯。塔楼也有过各种形态。十字架和星星曾被省略过几次，或者增加一个月亮及来自荷尔施泰因伯爵纹章的荨麻叶。
首个上色的纹章出现在15世纪，它展示的是在白色盾徽内的一个红色城堡。这种颜色来源于汉堡在城市建设中所广泛采用的典型红砖，它历经数个世纪，并深植在各种图像之中。一些设计，尤其是在汉堡对外应用的纹章图案中，城堡建筑会以白色显示。然而在汉堡自身的使用中，例如在城市军队的制服或是安置在易北河的航标上，城堡都被证实标记为红色，直至19世纪初。
1835年，在参议院决定统一州旗后，纹章才得以正式采用，但此时已将配色方案调转。而红白配色也最终成为了汉堡的主色调。自那时起，纹章仅有过细小的变动。最近的一次发生在1950年代，它也仅作了轻微的简化，即将不明显的砌砖再次删除。
纹章中采用紧闭的大门，而不是像阿尔托纳区徽（自1937年起成为汉堡的一部分）那样采用开放的大门，这是否适合汉堡作为一个国际化大都市的形象，直至20世纪仍存在争议。在1998年开发的汉堡标志则采纳了这个异议。然而阿尔托纳的开放之门代表的并非是城市的宽容性，而是特指领地主在随时都有进入的权利。这并不符合汉堡在数百年来为免受外部势力控制所作出努力的历史。

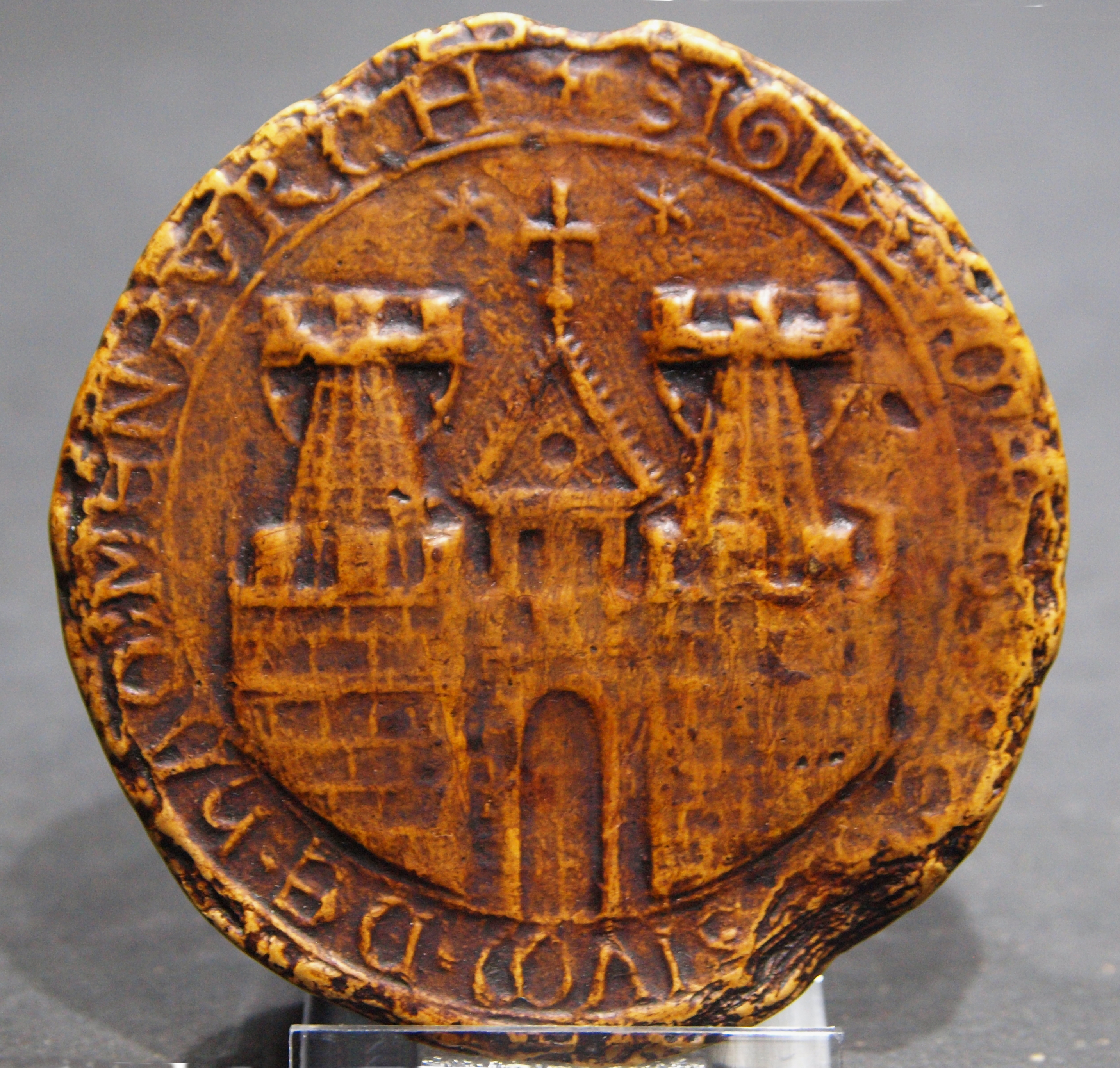
1241年首款城市印章的印记（复制品）
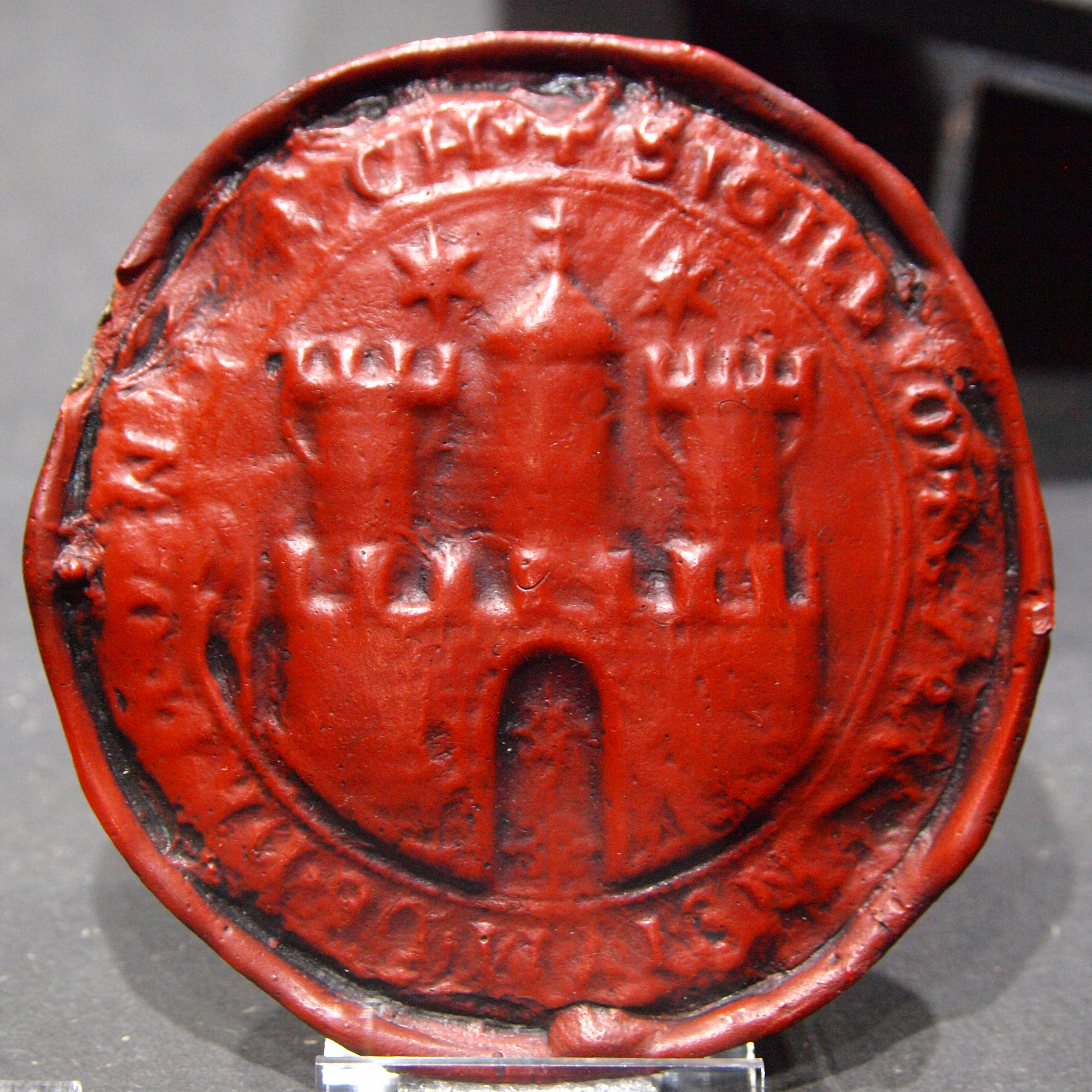
1253/55年第二款城市印章的印记（复制品）
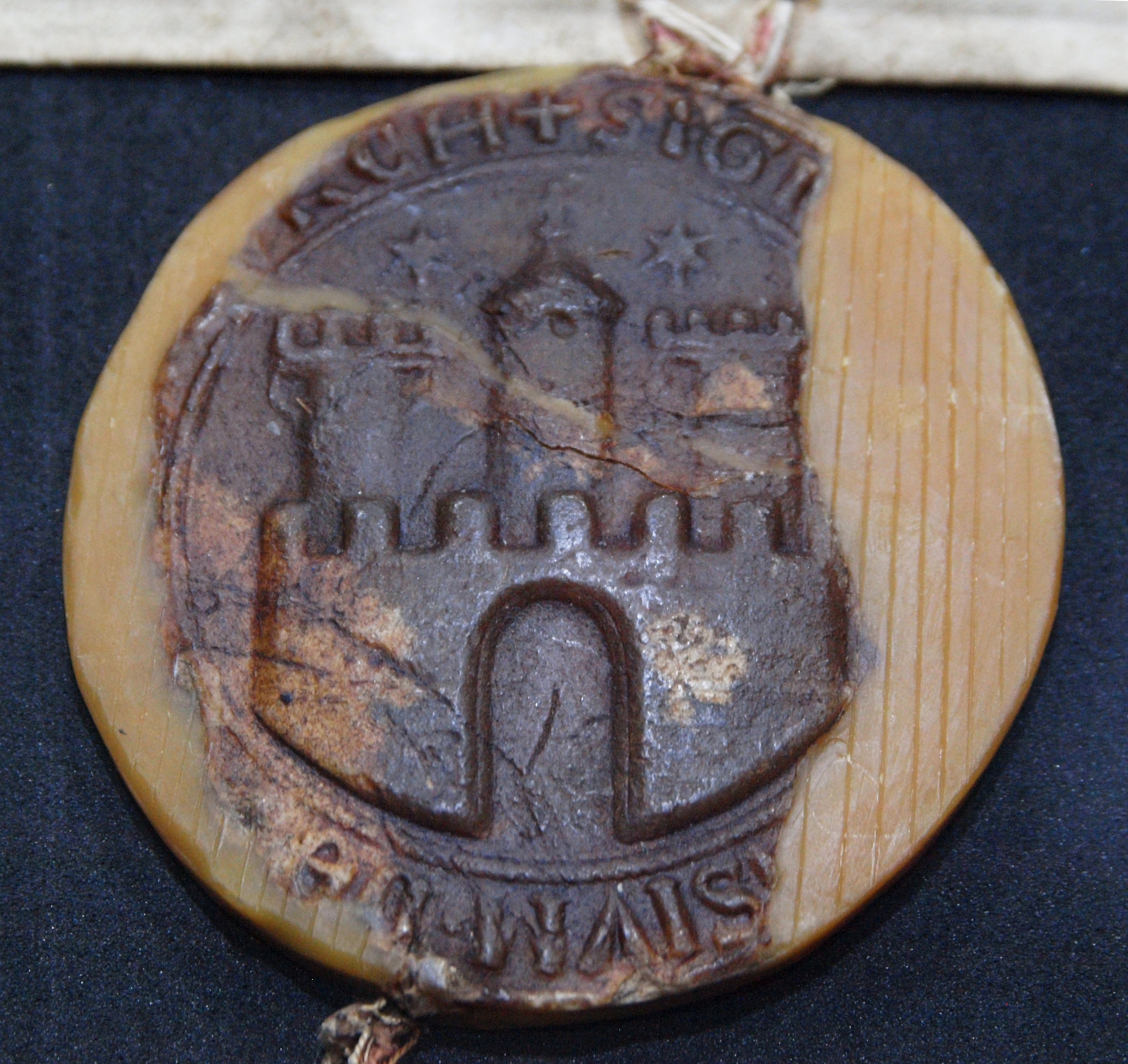
1264年第三款城市印章的局部修复印记
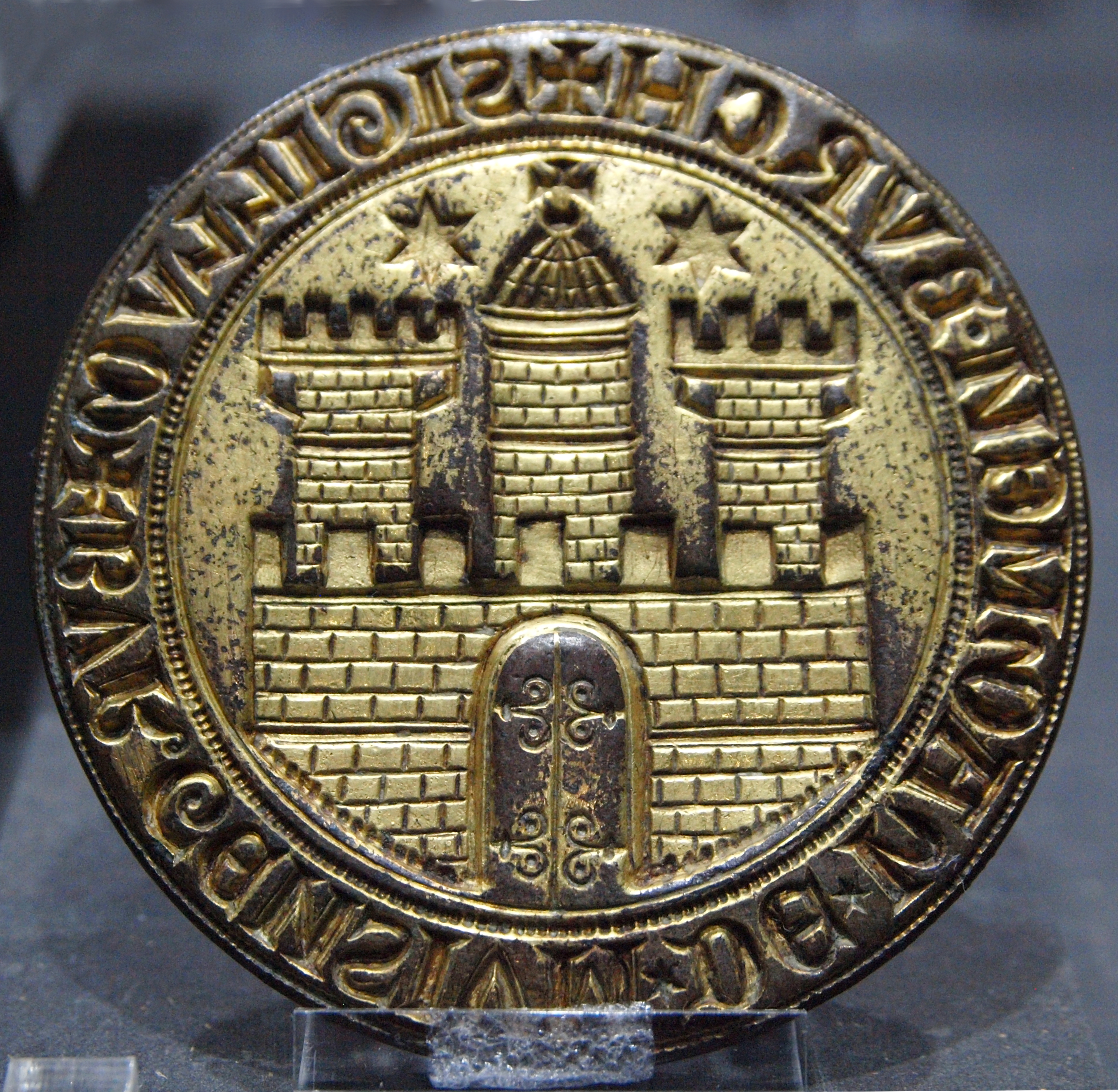
1304年第四款城市印章

## 大纹章及标志
大纹章仅供州议会和市议会使用。它展现的是一个印有银白色城堡图形的盾徽。盾徽由两只直立、头朝后望的金色（或黄色）狮子所持有，并站在一个基座上。盾徽上方是一个带有盾环垂饰和丝绒饰环的盔饰，并伴以三瓣孔雀翎及象征州旗的矛旗作为点缀。带有翎饰及小旗（最初也是配以红色城堡的白旗）的盔饰最早出现在16世纪，并形成了中纹章。即便是源于模仿王侯纹章、包含持盾狮子的大纹章，其面世估计也不会晚于16世纪。它于1695年被首次应用于钱币上。大纹章的图案在1952年至1955年的《汉堡宪法》修订过程中，通过省略一些细节进行了简化。其中狮子伸出的舌头表现得更为激烈，而由于未知的原因，基座样式也作了更换。
此外，汉堡还有一款由设计师彼得·施密特在1998年设计的汉堡标志。为了表现城市的国际化形象，它根据纹章刻画了一个带有开放式大门的红色城堡，并伴有一条蓝色的波纹，象征着城市及港口的活力以及其航海传统。这一标志是由城市通过联邦州机关授权使用，并给出一个统一的表现形状。它也将受商标保护。

大纹章，1897年样式
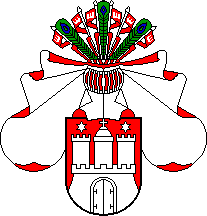
中纹章
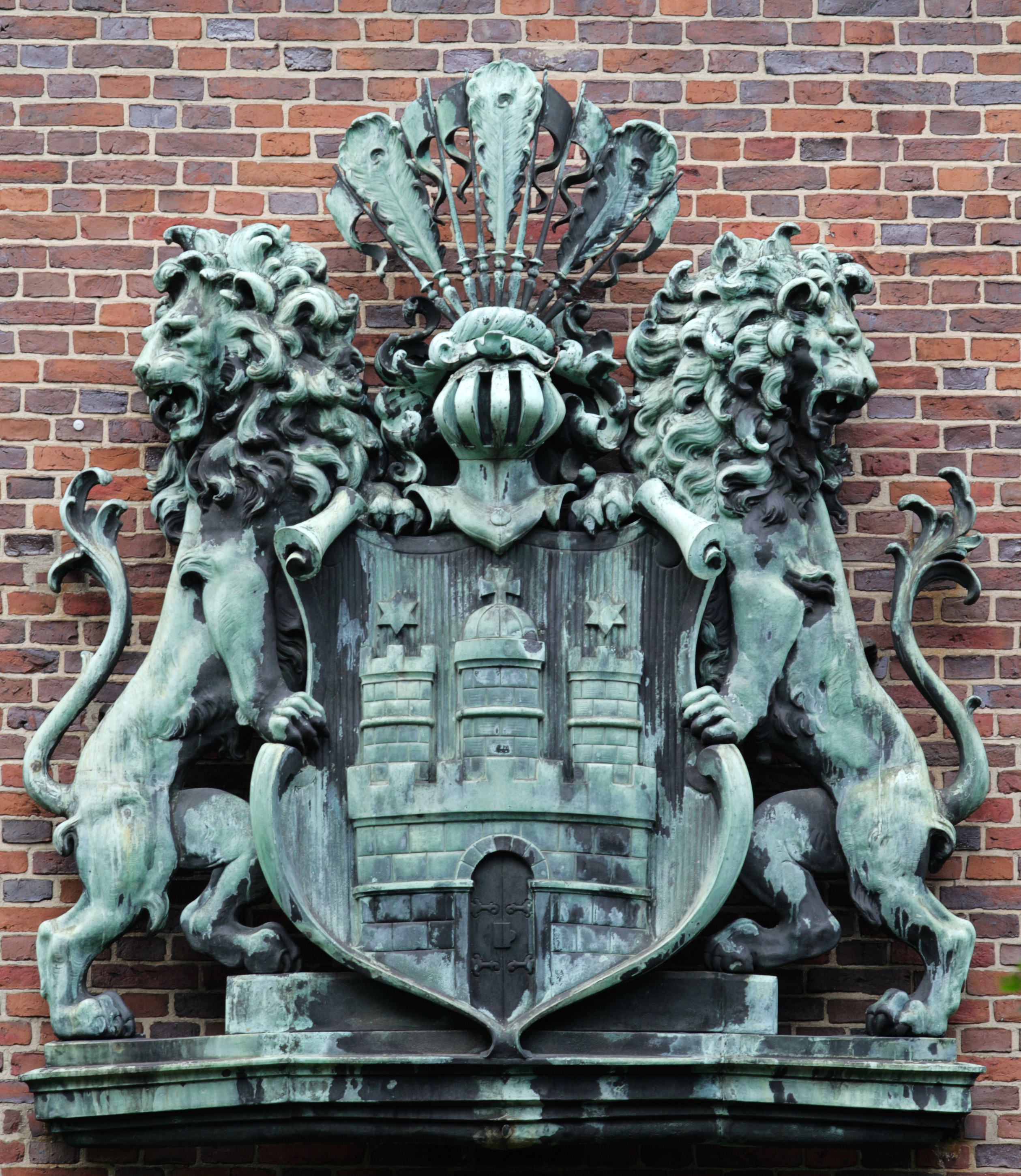
汉堡历史博物馆入口上方的大纹章
1998年面世的汉堡标志

## 海事纹章
海事纹章可供政府船只使用。在1624年汉堡海事局作为港口管理部门成立，负责监督海洋法的实施和航运安全。它最初下设有领航、军用和护航船只，据信它们最晚在1642年开始使用自己的纹章，这是由一个被三塔汉堡城堡半遮的船锚所组成。当汉堡于1811年被法国占领后，海事局也在1814年解散，并由港口及航运代表处（Schifffahrts- und Hafendeputation）所取代，但该纹章则一直被沿用至今。

海事纹章

## 民用纹章
由于州徽作为权力机关的标志，仅可由汉堡州政府及经其授权的机构所使用，参议院便受委托开发出了一款民用纹章。它的面世使得个人、协会和企业可以根据自己的意愿，将其应用至所属于或关联至“本地”的文件之中。每个可供自由使用的汉堡图标都是根据官方小纹章进行细微修改，其中经过简化的城堡图案可以完全在盾徽中央见到。
《德国时代周刊》曾于1946年在自己的版头使用一款对大纹章进行修改的版本，然而当时的汉堡参议院却表示不能也不会接受。这款由插画家卡尔·奥托·西兹契卡设计的、带有开放式大门的变体一直被使用至同年五月的第13期，然后再没有得到任何后续出版许可。这使得西兹契卡不得不更换版头标识。从1946年第14期起（在获得不来梅市长威廉·凯森的批准后），时代周刊开始在版头使用不来梅纹章。

可自由使用的民用纹章
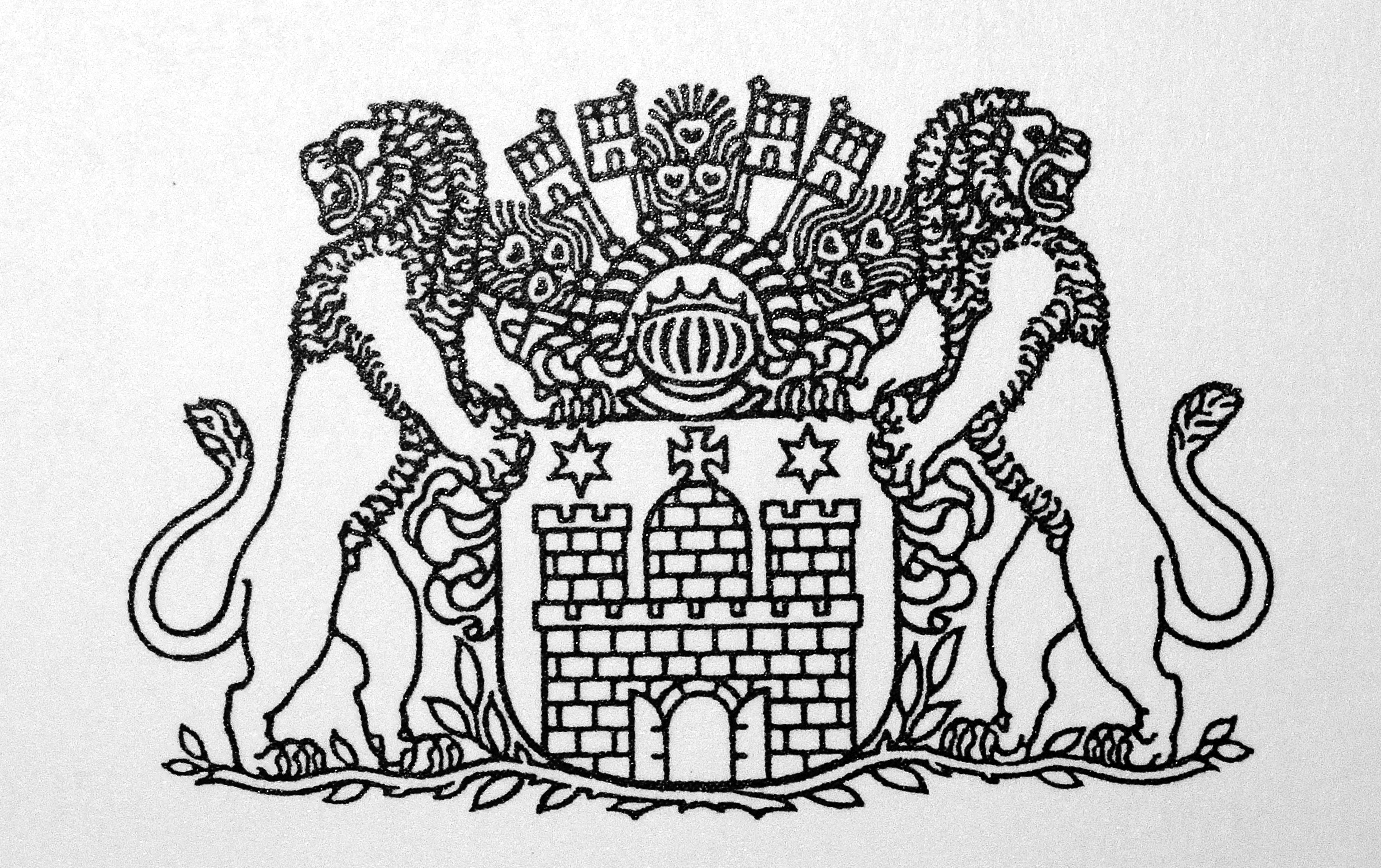
时代周刊版头曾用的汉堡纹章变体